# 中華航空811號班機空難
中華航空811號班機（航班號IATA：CI811 ，ICAO：CAL811，無線電呼號：DYNASTY 811 ）是中華航空執飛的由台灣台北中正機場至菲律賓馬尼拉國際機場的定期國際航班。1980 年 2 月 27 日，該航班由波音707-309C執飛。在著陸過程中，飞机在距離跑道入口 50 米處著陸，導致起落架斷裂並起火。機上135人中有5人死亡，37人受傷。